# Edward Grierson
Edward Grierson (* 9. März 1914 in Bedford, Bedfordshire; † 24. Mai 1975 in Morpeth, Northumberland) war ein englischer Jurist (Barrister) und Schriftsteller, der neben seinem eigenen Namen auch die Pseudonyme Brian Crowther und John P. Stevenson benutzte.

## Leben
Nach seiner Schulzeit in Bedford ging Grierson nach Oxford und begann 1932 Rechtswissenschaften am Exeter College der dortigen Universität zu studieren. 1935 erreichte er mit dem „B.A. jur.“ erfolgreich seinen Abschluss und bekam eine Anstellung bei einer Kanzlei in Oxford. Bereits nach kurzer Zeit ging er nach Northumberland und bekam in Morpeth eine Anstellung als Barrister.
Dort heiratete Grierson 1938 Helen D. Henderson. 1939 zog ihn die British Army ein und er diente bis zum Kriegsende 1945 an verschiedenen Kriegsschauplätzen. Im Frühjahr 1946 verließ er die Armee und kehrte nach Morpeth zu seiner Frau und seinem Beruf zurück.
Neben seinem Brotberuf begann Grierson zu schreiben und konnte 1949 mit seinem Debüt „Shall perish with a sword“ Leser wie auch Kritiker überzeugen. Er wirkte bis an sein Lebensende als Jurist und schuf sein literarisches Werk mehr oder weniger nebenbei. Grierson starb 1975 in Morpeth und fand dort auch seine letzte Ruhestätte.

## Ehrungen
- 1952 kürte die Zeitung Daily Mail den Roman Reputation for a song zum „Book of the month“.
- 1956 Gold Dagger Award (Crossed Red Herringg Award) für seinen Roman „The second man“.

## Werke (Auswahl)
Autobiographisches
- Confessions of a country magistrate. Gollancz, London 1972.

Biographien
- Storm Bird. The strange life of Georgina Weldon. Chatto & Windus, London 1959.
- King of two worlds. Philipp II. Collins, London 1974. ISBN 0-00-211684-7.
  - Deutsch: Philipp II. König zweier Welten. Societäts-Verlag, Frankfurt/M. 1978. ISBN 3-7973-0323-8.

Hörspiele
- The nineth legion. London 1956.
- The second man. London 1956.
- Mr. Curtis’ Chambers. London 1959.

Kriminalromane
- Shall perish with a sword. Quality Press, London 1949.
- Reputation for a song. Chatto & Windus, London 1952.
- The second man. Chatto & Windus, London 1956.
  - Deutsch: Die Dame mit der schwarzen Robe. Wunderlich, Tübingen 1957 (übersetzt von Ulla Galm).
- The Massingham affair. Chatto & Windus, London 1962.
- A crime of one's own. Chatto & Windus, London 1967.

Romane
- The Lillies and the Bees. A romance. Chatto & Windus, London 1953.[1]
- Far morning. Chatto & Windus, London 1955.
- The Captain General. Chatto & Windus, London 1958.
- Dark Torrent of Glencoe. Chatto & Windus, London 1961.

Sachbücher
- The imperial dream. The British Commonwealth and the Empire 1775–1969. Collins, London 1972. ISBN 0-00-211411-9.[2]
- The companion guide to Northumbria. Collins, London 1976. ISBN 0-00-211198-5.
- The fatal inheritance. Philipp II. and the Spanish Netherlands. Gollancz, London 1969.

Theaterstücke
- His mother's son. London 1953.

## Verfilmungen
- The second man. 1959. (frei nach seinem Krimi The second man).
- Inzest. 1970 (nach seinem Krimi Reputation for a song).